# ادبیات در افغانستان
ادبیات افغانستان به آثار ادبی گفته می‌شود که در افغانستان امروزی، وصل‌کننده آسیای مرکزی و جنوبی، تولید می‌شود. دو زبان اصلی این کشور فارسیو پشتو است، اما زبان‌های منطقه‌ای چون اوزبیکی، ترکمنی، بلوچی و پشه‌ای نیز ادبیات خود را دارند. هرچند افغانستان کشوری چند زبانه است، اما این زبان‌ها که در فوق ذکر شد به‌طور معمول توسط نویسنده‌گان افغان در گفتار و نوشتار به‌کار برده شده و نصاب درسی نیز به‌همین زبان‌ها تهیه شده است. ادبیات افغانستان به‌طور وسیع تحت تأثیر ادبیات عربی و فارسی قرار دارد.
تاریخ ادبیات گسترده‌تر افغانستان، شامل عصر باستان و افغانستان امروزی می‌باشد. آثار ادبی نخست به‌طور شفاهی منتقل می‌شد. سیستم نوشتاری ادبیات افغانستان از نظر تاریخی به رسم و خط عربی پیوند دارد. قدمت، قدیمی‌ترین اسناد موجود از ادبیات افغانستان، که باور می‌شود شاخهٔ از الفبای آرامی نبطی‌ها بوده است، به قرون پنجم و ششم قبل از میلاد بر می‌گردد. با این حال، اساساً این ادبیات ریشه در قرون اولیه اسلامی دارد.
پژوهش‌های باستان‌شناختی که از ۱۹۲۲ میلادی بدین‌سو انجام شده است نشان‌دهنده، آثار هنری عالی از نوشته‌های قبل از اسلام می‌باشد. ادبیات این کشور به زبان اصلی نوشته و بعد به الفبای عربی تغییر داده شده است، این امر باعث شده است تا این ادبیات دارای میراث غنی از نوشته‌های قبل از اسلام باشد، که قبل از جای‌گزین شدن الفبای عربی وجود داشت و شامل زبان‌های شارادا، خروشتی، یونانی و براهمی بعد از فتح افغانستان توسط مسلمانان می‌باشد. زبان باختری را نیز می‌توان در نوشته‌های قبل از اسلام ردیابی کرد.

## ادبیات معاصر
ادبیات معاصر افغانستان به‌طور عمیق در میراث غنی ادبیات شفاهی و ادبیات نوشتاری سنتی ریشه دارد. مردمان بومی افغانستان که در داخل افغانستان یا خارج از کشور زندگی می‌کنند، معمولاً زبان‌های پشتو و فارسی را به‌کار می‌برند. این دو زبان توسط ۳۲ میلیون نفر در افغانستان به‌کار برده می‌شود. در نتیجه این دو زبان رسمی بخش عمده‌ای از ادبیات افغانستان را پوشش می‌دهند. ادبیات افغانستان به لحاظ تاریخی توسط شاعران و نویسنده‌گان ثبت شده است. نویسندهٔ فرانسوی به‌نام جیمز دارمستتر در ۱۸۸۶ میلادی پیرامون زمینه تاریخی ادبیات افغانستان و نقش شاعران نوشت.
استدلال می‌شود که شعرهای پشتو، از جمله کتاب شیرزمان طایزی به عنوان میدان در (۱۹۸۸) میلادی، نقش قابل توجهی در ادبیات ایفا نموده بود. در عصر امروزی، شعرا و نویسنده‌گان داستان‌های کوتاه افغان به‌طور فعال مشغول نوشتن شعر هستند که یک حوزه مشخص ادبیات را شکل می‌دهد.

## ادبیات دوره قرون وسطی
ادبیات افغانستان برای قرن‌ها از نظر ادبیات با تمدن‌های ایران، چین و هند پیوند دارد. کارهای هنری این کشور در عصر اسلامی در دوران غزنویان در قرن دهم تا دوازدهم میلادی و دودمان غوری‌ها که معمولاً از زبان فارسی استفاده می‌کردند شکوفا شد.
چون افغانستان دارای یک هویت ادبی غنی است، آهنگ‌های فولکلور و سنتی بیان‌گر ادبیات قرن‌های قدیم تا ادبیات مدرن افغانستان می‌باشد. در جریان قرون وسطی، ادبیات اساساً به زبان‌های فارسی، پشتو، عربی و ترکی نوشته می‌شد. امپراطوری‌های چون سامانیان، غزنویان، تیموریان و امپراطوری مغول به‌طور گستردهٔ از ادبیات فارسی متأثر بودند. آن‌ها معمولاً به تشویق نویسنده‌گان آن‌زمان چون رومی، جامی، رودکی، فردوسی و خواجه عبدالله انصاری می‌پرداختند.
در این دوره تنها زبانی که شعرهای حماسی به آن نوشته می‌شد، زبان فارسی بود. فردوسی اشعار شاه‌نامه را نوشت، که حاوی شصت‌هزار بیت هم‌قافیه است. رومی نیز در آن زمان شعرهای بسیاری می‌نوشت و بیشتر شعرهای وی بعداً به زبان انگلیسی ترجمه شد.

## ادبیات استعماری
به دلیل مهاجرت‌های گسترده به سایر کشورها در قرون شانزدهم و هجدهم میلادی، نحوه بیان ایده‌ها و ایجاد نهادهای ادبی و محیط‌های آموزشی برای نخستین‌بار در خارج از کشور، این جوامع خارجی اغلب به عنوان مراکز ادبیات اولیه افغان پنداشته می‌شوند. در جریان آن قرن‌ها، این کشور شخصیت‌های ادبی فراوانی در میان ملت تقسیم نشده ثبت نموده است، اما پس از تقسیم کشور میان امپراطوری مغول و صفویان، چندین شاعر از جمله خوشحال ختک به این مراکز ادبی نقل مکان کردند. ختک که شاعر و جنگ‌جوی قرن هفدهم بود در رشته کوه‌های هندوکش زندگی می‌کرد. تا اواخر قرن نزدهم میلادی، پشتون‌های که قبل از تقسیم شدن در کشور زندگی می‌کردند، معمولاً به خواندن شعرها در قالب غزل، یک ژانر کلاسیک اردو، در حیات شاهی سلطنت می‌پرداختند.
ادبیات ادبی، افغان، ترکی و پشتو دارای سنت‌های مشابه هستند و به‌طور جمعی به‌نام ادبیات فارسی شناخته می‌شوند، هرچند ادبیات افغانستان هم‌مانند سایر کشورها یک ادبیات مجزا است، که سنت‌ها و طریقه‌های نوشتاری خود را دارد، به‌ویژه در ترکیب شفاهی-قالبی.

## ادبیات مدرن

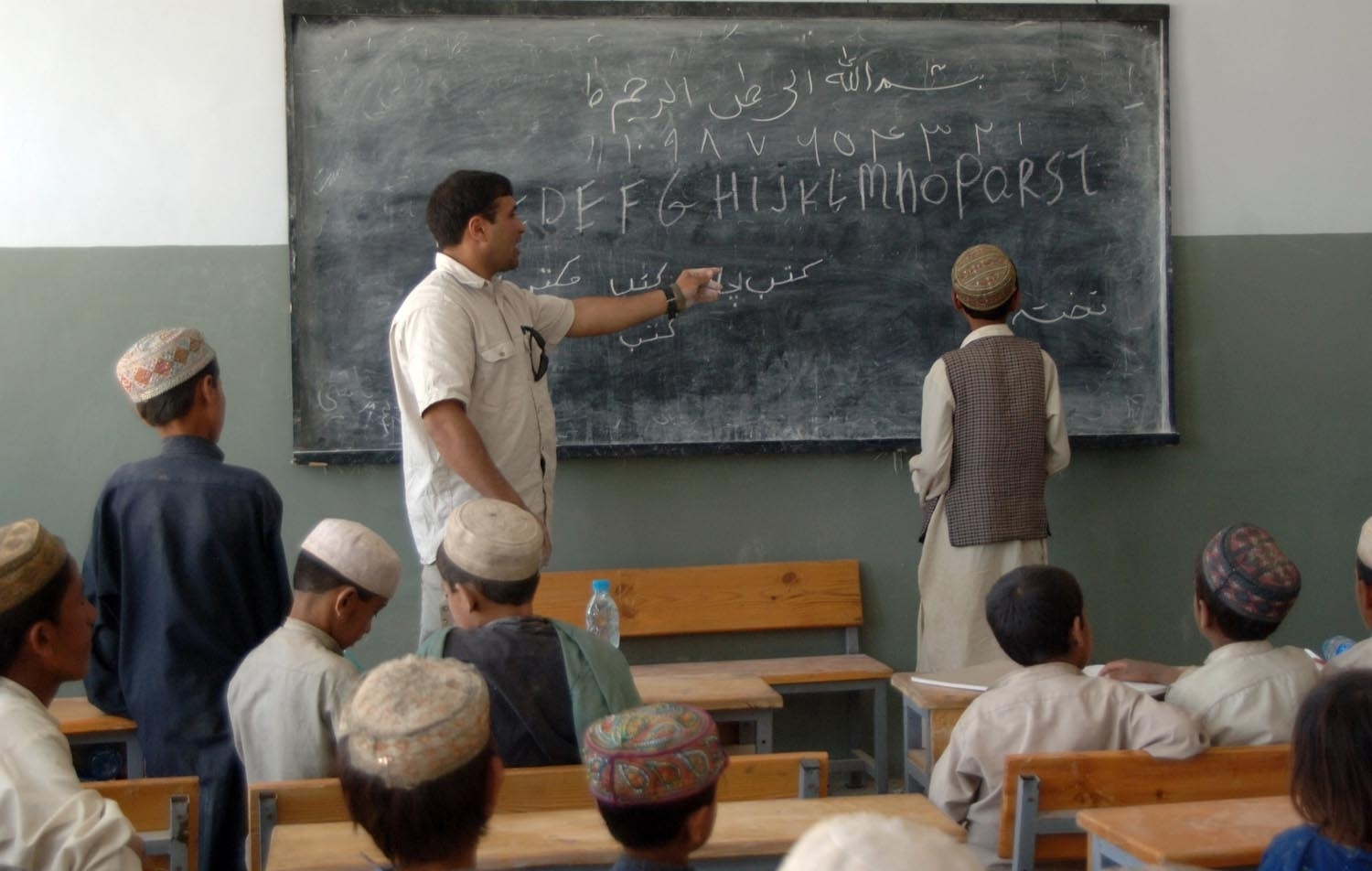
نمونه‌ای از کلاس درس در مناطق روستایی افغانستان

کابل، پایتخت افغانستان، در قرن بیستم میلادی به مرکز شخصیت‌های ادبی و نشر آثار ادبی مبدل شد. محمود طرزی که یک اصلاح‌گرا بود، به نخستین ویراستار سراج الاخبار، نخستین روزنامه ادبی کابل که از ۱۹۱۱ تا ۱۹۱۹ میلادی پخش می‌شد، مبدل گردید. وی اغلب برای توسعه محیط ادبی مدرن تحسین می‌شود. افغانستان طی چند دهه پسین چندین شخصیت ادبی را پرورانده است، از جمله خلیل‌الله خلیلی و سید بهاءالدین مجروح. خلیلی برای نقشی که در ادبیات معاصر داشته است به‌نام «مرد رنسانس» یاد می‌شود.
محمود طرزی به‌طور فعالانه در ترویج پشتو به عنوان یک زبان ملی دخیل بود و هم‌واره از طریق روزنامه سراج‌الاخبار معلومات و خبر فراهم می‌کرد. در این دوره سراج‌الاخبار نقشی کلیدی در مدرنیته‌سازی جامعه افغانستان از طریقه مقاله‌های خود ایفا نمود. برعلاوه وی، یک رمان‌نویس فرانسوی به‌نام ژول ورن آثار را به زبان خارجی ترجمه کرد. وی به نخستین نویسندهٔ مبدل شد، که نخستین کتاب‌های چاپ شده در افغانستان مستقل را نشر کرد.

## ظهور اشعار
شعر و فرهنگ افغانستان، به‌طور کل دارای یک تاریخ طویل بوده و قدمت آن به ظهور تصوف برمی‌گردد. اشعار به زبان‌های گوناگون اما مشترک مانند فارسی، دری، پشتو و اندکی هم به زبان اردو نوشته شده بودند. اشعار زبان‌های خارجی چون انگلیسی و ترکی نیز بر شعر در افغانستان تأثیرات قوی داشته است. شاعری افغانستان منعکس‌کننده سنت‌های معنوی گوناگون در داخل این کشور است. به‌طور مشخص، بیشتر شاعران افغان از تجارب اسرارآمیز و تصوف الهام گرفته‌اند. شاعری کهن‌ترین شکل ادبیات است و سنت گفتاری و نوشتاری غنی دارد. در افغانستان، شعر از قرن‌ها بدین‌سو وجود داشته است. شاعر بزرگ مولانا شاعری افغانستانی بود، که در تمام عمر خود به زبان فارسی می‌نوشت. شعرای دیگری نیز به زبان فارسی می‌نوشتند، با این حال چندین شاعر دیگر نیز تحت تأثیر زبان‌های پشتو و عربی قرار داشتند. زنان امروزی پشتون معمولاً به نوشتن گونهٔ از شعر سنتی افغانستان می‌پردازند که دارای دو بیت هم-قافیه است و به‌نام لندی (landay) یاد می‌شود.